# Elfstedenkruisje
Het Elfstedenkruisje is een medaille die wordt uitgereikt aan volbrengers van de Elfstedentocht. Tot en met 1997 zijn circa 86.000 Elfstedenkruisjes uitgereikt.

## Geschiedenis
Toen in 1909 de eerste Elfstedentocht werd geschaatst, kwam al snel de vraag op welke medaille men zou uitreiken aan de volbrengers van de tocht. Verschillende ontwerpen werden ingezonden. Uiteindelijk werd ervoor gekozen om de medaille te baseren op een erekruisje dat in 1898 werd uitgereikt aan Mindert Hepkema toen deze de Fietselfstedentocht van dat jaar voltooide.

## Uitreiking
De Koninklijke Vereniging De Friesche Elf Steden heeft de voorwaarden geformuleerd voor het verkrijgen van het Elfstedenkruisje. Zo is bepaald dat elke deelnemer, die binnen de gestelde tijd de wedstrijd of tocht voltooit en alle stempels heeft verzameld, het kruisje ontvangt. Dit houdt in dat een toerrijder voor middernacht binnen moet zijn en een wedstrijdrijder binnen 120% van de tijd van de winnaar (er wordt geen onderscheid gemaakt tussen vrouwen en mannen). In 1985 was het nog toegestaan om deel te nemen zonder lid te zijn van de vereniging en in 1986 was het nog toegestaan om deel te nemen op naam van een lid van de vereniging, zodat er geen sluitende administratie van de dragers van het kruisje bestond.

## Vormgeving, gebruik en draagwijze
Het Elfstedenkruisje is in 1909 door Pim Mulier ontworpen voor de eerste Elfstedentocht. Het kruisje bestaat uit een medaille in de vorm van het Maltezer kruis, met in het midden een cirkelvorm. Op deze cirkel staat in email het wapen van de provincie Friesland afgebeeld. Daaromheen staat in een cirkel te lezen De Friesche Elf Steden. Het kruisje heeft ongeveer de grootte van een kwartje en weegt rond de zeven gram.
Het kruis is erg klein en werd zonder lint uitgereikt. Het werd dan ook niet gedragen. Omdat het elfstedenkruis geen officieel erkende onderscheiding was werd het, anders dan het officieel erkende Kruis voor betoonde marsvaardigheid (het Vierdaagsekruis) niet opgenomen in het limitatieve, en voor militairen verplichtende, Besluit Draagvolgorde Onderscheidingen van het Ministerie van Defensie. Het kwam ook niet voor in de officiële draagvolgorde van de Nederlandse onderscheidingen.
Het Elfstedenkruisje had tot 2012 dus geen officiële erkenning of status. Daarin kwam in december 2012 verandering. De Vereniging de Friesche Elf Steden werd "koninklijk" en op 14 december 2012 werd bekendgemaakt dat in het vervolg een draaginsigne (ook wel: draaglintje) mag worden gedragen. Minister van Binnenlandse Zaken Ronald Plasterk heeft, op initiatief van de Vereniging de Friesche Elf Steden en Commissaris van de Koningin in Friesland Jorritsma en op advies van de Kanselier der Nederlandse Orden luitenant-generaal de Kleyn, toegestemd.
Het Elfstedenkruisje werd voor deze onderscheiding niet aangepast en blijft met de maat van 25 millimeter bij 25 millimeter veel kleiner dan de andere Nederlandse en erkende onderscheidingen. Na de eerstvolgende te verrijden tocht zal het uiterlijk van het kruisje worden aangepast aan het verworven predicaat Koninklijk, dat de Vereniging de Friesche Elf Steden sinds haar 100-jarig jubileum mag dragen.
Alle leden die toekomstige tochten uitschaatsen, ontvangen het draaginsigne (knoopsgatversiersel) en het uitreikversiersel, het Elfstedenkruisje met bijbehorend lintje. Leden van de vereniging die het kruisje kregen bij eerdere tochten, kunnen het bijbehorende lintje en het draaginsigne alsnog aanschaffen. Het aanmerken van het Elfstedenkruisje als officiële onderscheiding gebeurde dus met terugwerkende kracht.
Militairen die een kruisje hebben ontvangen, mogen het kruisje in de op hun uniform dragen. Burgers mogen het dragen dragen conform het Besluit draagvolgorde onderscheidingen.
Op 30 april 2013 droeg koning Willem-Alexander bij de troonswisseling een Elfstedenkruisje aan een wit lint met blauwe strepen. Het kruisje hing tijdens de inhuldiging in de Nieuwe Kerk tussen de miniaturen op de revers van zijn rokkostuum. Het Elfstedenkruisje is zo klein dat het, om tussen de andere miniaturen van veel grotere onderscheidingen te kunnen hangen, zelf niet geminiaturiseerd hoeft te worden.

## Overige prijzen

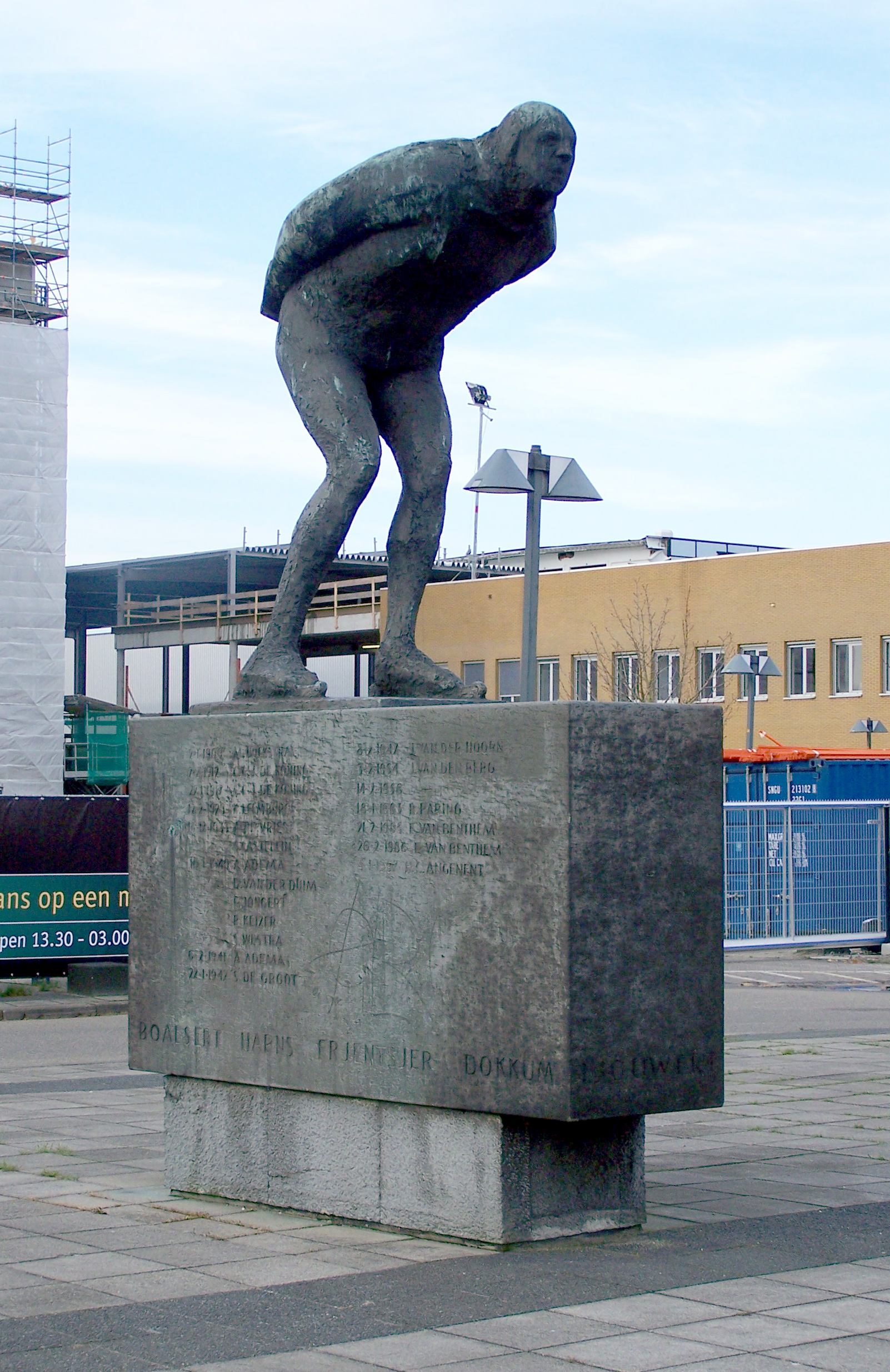
De Iisfretter of Elfstedenrijder (1966) door Auke Hettema (oude locatie)

Naast het Elfstedenkruisje ontvangen de eerste elf gefinishte mannen een medaille, evenals de eerste drie gefinishte vrouwen. Daarnaast krijgt de winnaar de Pim Mulier wisselprijs, een grote zilveren schaal. De winnares krijgt een zilveren bokaal en zilveren wisselbeker. Verder worden de namen van de winnaars van de tocht gegraveerd in de sokkel van het beeld van de Elfstedenrijder, dat sinds 2015 bij de Elfstedenhal staat. Voorheen stond het beeld op diverse andere locaties.

## Commotie
Bij de vijftiende Elfstedentocht in 1997 ontstond er enige commotie toen de wedstrijdschaatser Piet Kleine werd gediskwalificeerd en dus geen Elfstedenkruisje kreeg. De oud-wereldkampioen allround schaatsen, die zich in de kopgroep bevond, miste bij Hindeloopen (in het donker) de stempelpost. Door de televisiecamera's was te zien dat een aantal rijders de post passeerden zonder te stempelen. Er waren rijders die terugkeerden om alsnog te stempelen. Piet Kleine deed dat niet ofwel omdat hij een en ander niet opmerkte ofwel omdat hij veronderstelde dat het missen van een stempel geen gevolgen zou hebben. De Elfstedenvereniging heeft ter zake medegedeeld dat in de toekomstige edities het stempelen verplicht zal blijven.
Kruis voor Moed en Trouw · Verzetskruis · Erepenning voor menslievend hulpbetoon · Eervolle Vermelding · Bronzen Leeuw · Verzetsster Oost-Azië · Bronzen Kruis · Kruis van Verdienste · Vliegerkruis · Ereteken voor Belangrijke Krijgsbedrijven · Lombokkruis · Metalen Kruis 1830-1831 · Metalen Kruis Vrijwilligers 1830-1831 · Oorlogsherinneringskruis · Verzetsherdenkingskruis · Ereteken voor Orde en Vrede · Nieuw-Guinea-Kruis · Mobilisatie-Oorlogskruis · Kruis voor Recht en Vrijheid · Onderscheidingsteken voor Langdurige Dienst als officier · Ereteken voor meester-scherpschutter op geweer voor schepelingen van de Koninklijke Marine · Ereteken voor meester-kanonnier voor schepelingen van de Koninklijke Marine · Schietprijsster van het Koninklijk Nederlandsch-Indisch Leger · Kruis van Verdienste van het Nederlandse Rode Kruis · Kruis van Verdienste van de Nederlandse Bond van Vrijwillige Burgerwachten · Kruis van de Algemene Vereniging van Nederlandse Reserve-officieren voor militaire prestatietocht · Mobilisatiekruis 1914-1918 · Witte Mobilisatiekruis 1914-1918 · Kruis van Verdienste van de Nationale Bond "Het Mobilisatiekruis 1914-1918" · Herinneringskruis 1939-1940 van het Nederlandse Rode Kruis · Herinneringskruis 1940-1945 van het Nederlandse Rode Kruis · Vierdaagsekruis · Elfstedenkruisje · Onderscheidingen van de brandweer
Zie ook: Lijst van Nederlandse onderscheidingen